# Jimmy Griffin
James Arthur Griffin (10. srpna 1943 – 11. ledna 2005) byl americký zpěvák, kytarista a skladatel, nejznámější jako člen softrockové skupiny Bread. Hudbě se začal věnovat již v dětství, zpočátku hrál na akordeon. Své první album nazvané Summer Holiday vydal v roce 1963. Rovněž vystupoval ve filmech For Those Who Think Young (1964) a None but the Brave (1965). V roce 1968 spoluzaložil skupinu Bread, s níž hrál až do jejího rozpadu o pět let později (v pozdějších letech se účastnil i jejích reunionů). V roce 1974 vydal druhé sólové album Breakin' Up Is Easy, přičemž třetí (nazvané James Griffin) následovalo o tři roky později. Později hrál v kapelách Black Tie a The Remingtons.